# سالينا (أوكلاهوما)
سالينا (بالإنجليزية: Salina town, Oklahoma)‏ هي بلدة تقع بولاية أوكلاهوما في الولايات المتحدة. تبلغ مساحتها 2.81 كم2، وترتفع عن سطح البحر 195 م، بلغ عدد سكانها 1396 نسمة في عام 2010 حسب إحصاء مكتب تعداد الولايات المتحدة وتصل الكثافة السكانية فيها 496.8 نسمة لكل كيلومتر مربع (1,286.7/ميل2).

## التركيبة السكانية
حدّد مكتب تعداد الولايات المتحدة بيانات التركيبة السكانية لسالينا في تعداد الولايات المتحدة. في ما يلي، التركيبة السكانية حسب تعدادي 2000 و2010.

### تعداد عام 2000
بلغ عدد سكان سالينا 1422 نسمة بحسب تعداد عام 2000، وبلغ عدد الأسر 562 أسرة وعدد العائلات 352 عائلة مقيمة في البلدة. في حين سجلت الكثافة السكانية 506 نسمة لكل كيلومتر مربع (1,310.5/ميل2). وبلغ عدد الوحدات السكنية 668 وحدة بمتوسط كثافة قدره 237.7 لكل كيلومتر مربع (615.6/ميل2).
وتوزع التركيب العرقي للبلدة بنسبة 59.56% من البيض و0.14% من الأمريكيين الأفارقة و34.74% من الأمريكيين الأصليين و0.07% من الأمريكيين ذوي الأصول الآسيوية و0.28% من الأعراق الأخرى و5.20% من عرقين مختلطين أو أكثر و2.04% من الهسبانيون أو اللاتينيون من أي عرق.
بلغ عدد الأسر 562 أسرة كانت نسبة 34.9% منها لديها أطفال تحت سن الثامنة عشر تعيش معهم، وبلغت نسبة الأزواج القاطنين مع بعضهم البعض 45.2% من أصل المجموع الكلي للأسر، ونسبة 12.6% من الأسر كان لديها معيلات من الإناث دون وجود شريك، بينما كانت نسبة 4.8% من الأسر لديها معيلون من الذكور دون وجود شريكة وكانت نسبة 37.4% من غير العائلات. تألفت نسبة 33.5% من أصل جميع الأسر من عدة أفراد يعيشون في نفس المنزل ونسبة 15.7% كانت تتألف من شخص يعيش بمفرده يبلغ من العمر 65 عاماً أو أكثر. وبلغ متوسط حجم الأسرة المعيشية 2.40، أما متوسط حجم العائلات فبلغ 3.10.
بلغ العمر الوسطي للسكان 35.8 عاماً. وكانت نسبة 25.5% من القاطنين تحت سن الثامنة عشر، وكانت نسبة 9.4% بين الثامنة عشر والرابعة والعشرين عاماً، ونسبة 24.8% كانت واقعةً في الفئة العمرية ما بين الخامسة والعشرين والرابعة والأربعين عاماً، ونسبة 22.6% كانت ما بين الخامسة والأربعين والرابعة والستين، ونسبة 12.7% كانت ضمن فئة الخامسة والستين عاماً فما فوق. يوجد لكل 100 أنثى 96.9 ذكر، ويوجد لكل 100 أنثى في الثامنة عشر من عمرها فما فوق 91.8 ذكر.
بلغ متوسط دخل الأسرة في البلدة 23519 دولارًا، أما متوسط دخل العائلة فبلغ 31000 دولارًا. وكان متوسط دخل الذكور 26552 دولارًا مقابل 17292 دولارًا للإناث. وسجل دخل الفرد الخاص بالبلدة 11928 دولارًا. وكانت نسبة 16.2% من العائلات ونسبة 20.4% من السكان تحت خط الفقر، وكان من هؤلاء نسبة 25.9% تحت سن الثامنة عشر ونسبة 27.5% في الخامسة والستين من العمر وما فوق.

### تعداد عام 2010
بلغ عدد سكان سالينا 1396 نسمة بحسب تعداد عام 2010، وبلغ عدد الأسر 516 أسرة وعدد العائلات 338 عائلة مقيمة في البلدة. في حين سجلت الكثافة السكانية 496.8 نسمة لكل كيلومتر مربع (1,286.7/ميل2). وبلغ عدد الوحدات السكنية 631 وحدة بمتوسط كثافة قدره 224.6 لكل كيلومتر مربع (581.7/ميل2).
وتوزع التركيب العرقي للبلدة بنسبة 52.01% من البيض و0.07% من الأمريكيين الأفارقة و37.46% من الأمريكيين الأصليين و0.07% من الأمريكيين ذوي الأصول الآسيوية و0.14% من الأعراق الأخرى و10.24% من عرقين مختلطين أو أكثر و1% من الهسبانيون أو اللاتينيون من أي عرق.
بلغ عدد الأسر 516 أسرة كانت نسبة 37% منها لديها أطفال تحت سن الثامنة عشر تعيش معهم، وبلغت نسبة الأزواج القاطنين مع بعضهم البعض 43.4% من أصل المجموع الكلي للأسر، ونسبة 15.3% من الأسر كان لديها معيلات من الإناث دون وجود شريك، بينما كانت نسبة 6.8% من الأسر لديها معيلون من الذكور دون وجود شريكة وكانت نسبة 34.5% من غير العائلات. تألفت نسبة 30.6% من أصل جميع الأسر من عدة أفراد يعيشون في نفس المنزل ونسبة 13.2% كانت تتألف من شخص يعيش بمفرده يبلغ من العمر 65 عاماً أو أكثر. وبلغ متوسط حجم الأسرة المعيشية 2.58، أما متوسط حجم العائلات فبلغ 3.25.
بلغ العمر الوسطي للسكان 36.3 عاماً. وكانت نسبة 27.8% من القاطنين تحت سن الثامنة عشر، وكانت نسبة 7.6% بين الثامنة عشر والرابعة والعشرين عاماً، ونسبة 25.4% كانت واقعةً في الفئة العمرية ما بين الخامسة والعشرين والرابعة والأربعين عاماً، ونسبة 23.1% كانت ما بين الخامسة والأربعين والرابعة والستين، ونسبة 16.1% كانت ضمن فئة الخامسة والستين عاماً فما فوق. وتوزع التركيب الجنسي للسكان بنسبة 46.3% ذكور و53.7% إناث.